# Eptesicus taddeii
Eptesicus taddeii (Пергач Тадея) — вид рукокрилих родини Лиликові (Vespertilionidae).

## Поширення
Цей середніх розмірів кажан обмежений атлантичними лісами південної Бразилії.

## Зовнішність
Повна довжина 120 мм. Найбільше схожий на вид Eptesicus brasiliensis від якого можна відрізнити більш кремезним зовнішнім виглядом, червонішим кольором, більшим писочком і круглішими формами вух.

## Етимологія
Названий на честь бразильського зоолога Валдіра Антоніо Тадея (порт. Valdir Antônio Taddei).